# Meineweh
Meineweh é um município da Alemanha, situado no distrito de Burgenlandkreis, no estado de Saxônia-Anhalt. Tem 25,24 km² de área, e sua população em 2019 foi estimada em 1.032 habitantes.